# Brachyglottis buchananii
Brachyglottis buchananii là một loài thực vật có hoa trong họ Cúc. Loài này được (J.B.Armstr.) B.Nord. mô tả khoa học đầu tiên năm 1978.